# Antje Töpfer
Antje Töpfer (* 22. Mai 1968 in Ludwigsfelde) ist eine deutsche Politikerin (Bündnis 90/Die Grünen). Von Dezember 2022 bis Dezember 2024 war sie Staatssekretärin im Ministerium für Soziales, Gesundheit, Integration und Verbraucherschutz des Landes Brandenburg. Sie war Spitzenkandidatin ihrer Partei bei der Landtagswahl in Brandenburg 2024.

## Leben
Töpfer legte 1986 das Abitur ab. Von 1986 bis 1990 studierte sie Diplomlehrer für Chemie und Biologie an der Pädagogischen Hochschule Potsdam. Von 1990 bis 1994 studierte sie Lebensmittelchemie an der Technischen Universität Berlin. Sie schloss das Studium mit dem Teil A des Staatsexamens ab. Von 1994 bis 1995 absolvierte sie wissenschaftliche Praktika am Institut für Lebensmittelchemie der TU Berlin. Von 1996 bis 1998 absolvierte sie das Aufbaustudium Lebensmittelchemie an der TU Berlin, das sie mit dem Diplom abschloss. 
Von 1995 bis 1999 war sie als wissenschaftliche Mitarbeiterin am Institut für Lebensmittelchemie der TU Berlin tätig. 1999 wurde sie dort promoviert. Von 1998 bis 2001 und 2009 war sie als freie wissenschaftliche Mitarbeiterin bei der Dorel Verlags GmbH & CoKG tätig. Von 2001 bis 2006 war sie als wissenschaftliche Mitarbeiterin bei der Bundesanstalt für Materialforschung und -prüfung tätig. Von 2006 bis 2007 war sie beim Deutschen Institut für Normung tätig. Von 2010 bis 2015 war sie als wissenschaftliche Mitarbeiterin in der Geschäftsstelle des Senats der Bundesforschungsinstitute im Geschäftsbereich des Bundesministeriums für Ernährung und Landwirtschaft. Von 2015 bis zu ihrer Ernennung zur Staatssekretärin 2022 war sie Referentin im Bundesministerium für Ernährung und Landwirtschaft.
Am 5. Dezember 2022 wurde Töpfer als Nachfolgerin von Anna Heyer-Stuffer zur Staatssekretärin im Ministerium für Soziales, Gesundheit, Integration und Verbraucherschutz des Landes Brandenburg ernannt. Mit der Bildung des Kabinetts Woidke IV am 11. Dezember 2024 schied sie aus dem Amt der Staatssekretärin aus.
Bei der Landtagswahl 2024 war Töpfer zusammen mit Benjamin Raschke Spitzenkandidatin der Grünen.
Töpfer ist Mitglied des Kreistags des Landkreises Havelland und Vorsitzende der dortigen Grünen-Fraktion. Sie lebt in einer Lebensgemeinschaft und hat zwei Kinder.